# Йосиф Тасев
Вижте пояснителната страница за други личности с името Тасев.
Йосиф Тасев е български църковен и просветен деец, йеромонах, участник в борбата за утвърждаване на Българската екзархия в Македония.

## Биография
Роден е със светско име Илия Тасев в бедно семейство в македонския град Петрич, тогава в Османската империя, днес в България. Замонашва се под името Йосиф. В 1898 година завършва духовната семинария в Киев, Русия, а по-късно продължава образованието си в духовната академия в същия град. През 1902 година завършва духовната академия в Казан, Русия с научна степен „кандидат на богословието“. Завръща се в Османската империя и Българската екзархия го назначава за директор на българското класно училище в град Кавадарци. След това се става екзархийски митрополитски наместник в Мелник и председател на Мелнишката българска община. След това йеромонах Йосиф оглавява българската община в град Радовиш.
Убит е на 6 февруари 1908 година в дома си в Радовиш.